# اوتیراونگای
اوتیراونگای (به لاتین: Uthiravengai) یک منطقهٔ مسکونی در سری‌لانکا است که در استان شمالی (سری‌لانکا) واقع شده‌است.